# Ved forenede Kræfter
|  | Denne artikel er oprettet af botten PalnaBot ud fra en ekstern database. Den kan derfor have sproglige fejl eller mangler. Denne skabelon kan fjernes efter kontrol af indholdet. |

Ved forenede Kræfter er en film med ukendt instruktør.

## Handling
En film om det danske socialdemokrati under krigens og besættelsens tid, hvor vilkårene for partiets politiske virksomhed er af en ganske anden art end under normale forhold. Filmen har til hensigt at opmuntre til øget indsats for tilgang af medlemmer, at anspore til deltagelse i partiets omfattende virke, og at give tilskueren et indblik i den måde, hvorpå organisationsapparatet er bygget op, og hvorledes det fungerer.